# キー・ラーゴ (映画)
『キー・ラーゴ』（原題: Key Largo）は、1948年のアメリカ合衆国のフィルム・ノワール。監督はジョン・ヒューストン、出演はハンフリー・ボガートとエドワード・G・ロビンソンなど。原作はマクスウェル・アンダーソンの1939年の同名戯曲。
クレア・トレヴァーがアカデミー助演女優賞を受賞している。また、クレジットこそされてはいないものの、ラオール・ウォルシュが制作に一部貢献している。

## ストーリー
フロリダ州の珊瑚礁列島フロリダキーズのキーラーゴ島に、退役した元少佐フランク・マクラウドが、戦死した部下ジョージ・テンプルの遺族に会いにやって来る。しかし、未亡人ノーラとジョージの老父ジェームズが経営するホテルは、釣り客を装ったロッコをボスとするギャング一味の隠れ家となっていた。
先住民の脱獄囚を追って偶然ホテルを訪れたソーヤー副保安官に怪しまれた一味はソーヤーを拘束し、フランクらに正体を現した上でソーヤーを射殺する。一味は今夜中に偽札をギャング仲間のジギーに渡して逃げるつもりだったが、島にハリケーンがやって来たことで逃亡用の船を失う。そこでロッコは元軍人のフランクにホテルの船を操縦して自分たちをキューバまで連れて行くように命令する。危険なことは避けたいと頭では思いながら、同時に「戦いたい」との気持ちを抑えられないフランクは命令に従うことにする。フランクの身を案じたロッコの情婦ゲイは芝居を打ってロッコにすがりつき、その懐から銃を盗み取って密かにフランクに渡す。船を出したフランクは、ロッコの部下たちが甲板と船室に分かれたタイミングを見て、攻撃を開始する。まず甲板にいたフィーニーを巧みに騙して海に落とし、船酔いで甲板上にへたり込んでいたトーツを射殺する。その際にトーツの撃った弾がフランクの脇腹に当たるが、フランクは痛みをこらえて屋根に登る。そこに慌てて船室から出て来たカーリーをフランクは天窓から撃つ。船室に戻って息絶えたカーリーを見て慌てたロッコはガルシアに甲板に上がるように命令するが、それを拒んだガルシアを咄嗟に射殺してしまう。1人になったロッコは、フランクに様々な取引を持ち出し命乞いをするが、フランクは完全に無視し、船室から出て来たロッコを躊躇なく撃ち殺す。
一味を倒したフランクは船の進路を島に戻し、無線で救助を求める。そしてホテルで待つノーラに無事を伝える。

## キャスト
| 役名                         | 俳優                      | 日本語吹替                     |
| 役名                         | 俳優                      | NET版                          |
| ---------------------------- | ------------------------- | ------------------------------ |
| フランク・マクラウド         | ハンフリー・ボガート      | 久米明                         |
| ジョニー・ロッコ             | エドワード・G・ロビンソン | 富田耕吉                       |
| ノーラ・テンプル             | ローレン・バコール        | 大塚道子                       |
| ジェームズ・テンプル         | ライオネル・バリモア      | 天草四郎                       |
| ゲイ・ドーン                 | クレア・トレヴァー        | 七尾伶子                       |
| リチャード・ホフ（カーリー） | トーマス・ゴメス          | 今西正男                       |
| エドワード・バース（トーツ） | ハリー・ルイス            | 近石真介                       |
| クライド・ソーヤー副保安官   | ジョン・ロドニー          | 市川治                         |
| ジギー                       | マーク・ローレンス        |                                |
| アンヘル・ガルシア           | ダン・シーモア            | 渡部猛                         |
| ベン・ウェイド保安官         | モンテ・ブルー            | 吉沢久嘉                       |
| ラルフ・フィーニー           | ウィリアム・ハード        | 小林清志                       |
| 日本語スタッフ               |                           |                                |
| 演出                         | 演出                      | 小林守夫 中村忠康              |
| 翻訳                         | 翻訳                      | 森みさ                         |
| 効果                         | 効果                      | 芦田公雄 高橋剛                |
| 調整                         |                           |                                |
| 制作                         | 制作                      | 東北新社                       |
| 解説                         | 解説                      | 淀川長治                       |
| 初回放送                     | 初回放送                  | 1967年6月18日 『日曜洋画劇場』 |

※『殺人ホテル』の題でテレビ放映。日本語吹替はBlu-rayに収録

## スタッフ
- 監督：ジョン・ヒューストン
- 原作：マクスウェル・アンダーソン『キー・ラーゴ（英語版）』
- 製作：ジェリー・ウォルド（英語版）
- 脚本：リチャード・ブルックス、ジョン・ヒューストン
- 音楽：マックス・スタイナー
- 撮影：カール・フロイント
- 編集：ルディ・フェア（英語版）